# فینال جام حذفی فوتبال ایتالیا ۲۰۰۳
فینال جام حذفی فوتبال ایتالیا ۲۰۰۳ پنجاه و ششمین فصل از رقابت‌های کوپا ایتالیا بود. این مسابقه بین آ.اس. رم و آ.ث. میلان برگزار شد. در نهایت این باشگاه فوتبال آ.ث. میلان بود که برای پنجمین بار قهرمان کوپا ایتالیا شد.